# Stictoleptura
Stictoleptura är ett släkte av skalbaggar som beskrevs av Thomas Casey 1924. Stictoleptura ingår i familjen långhorningar.

## Bildgalleri

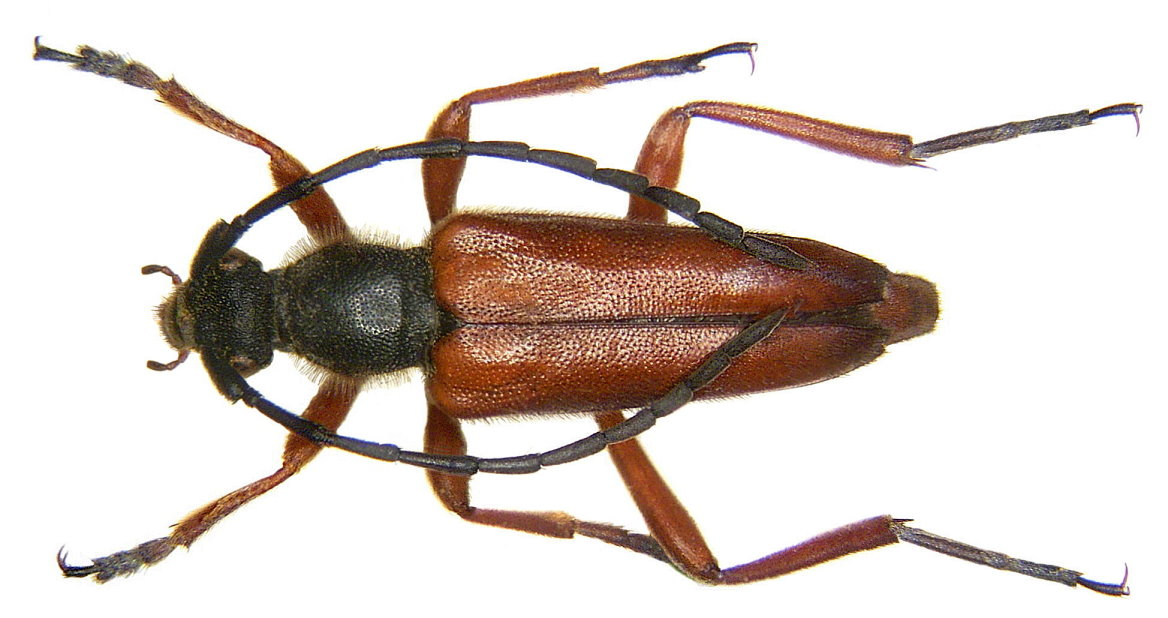
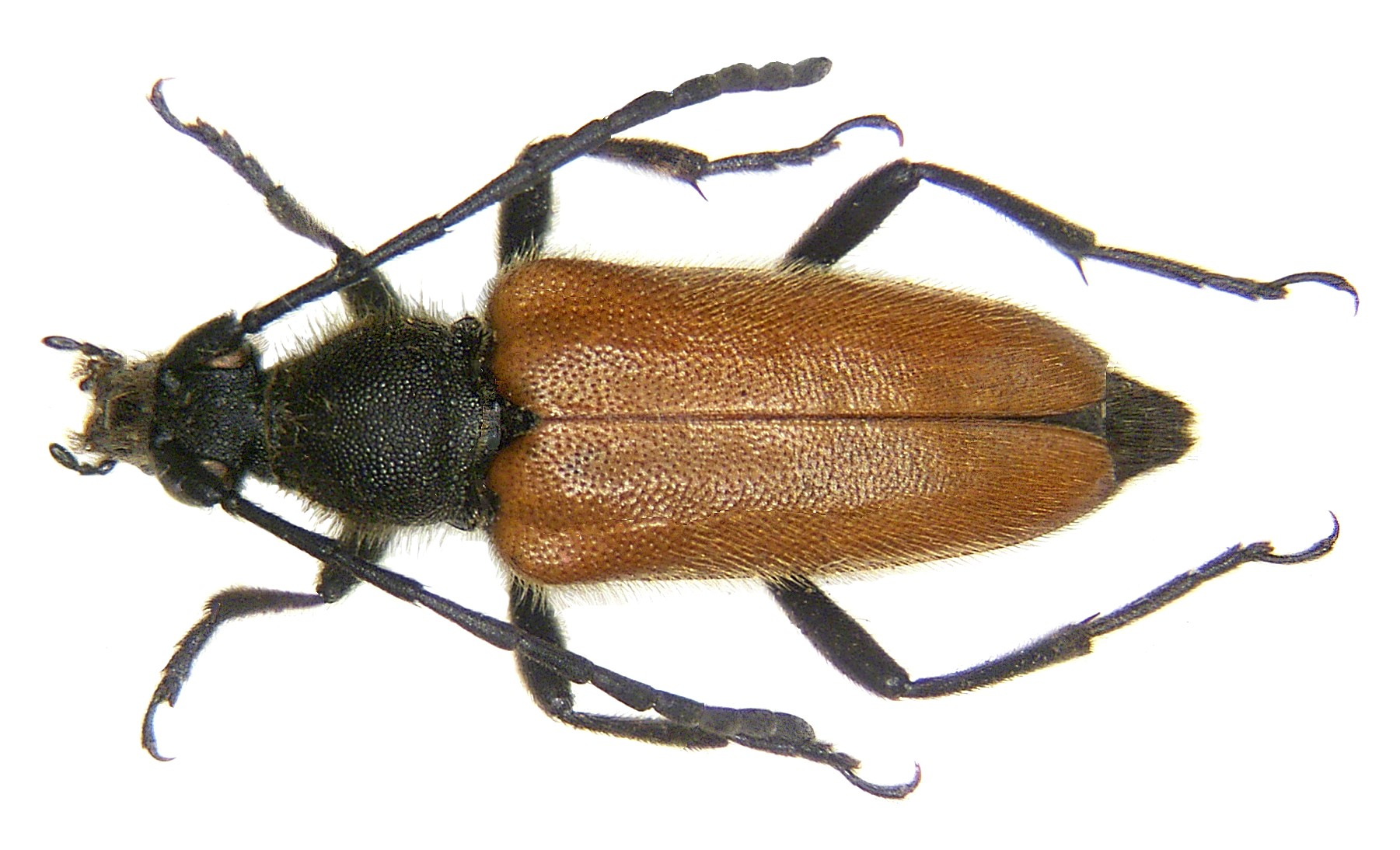
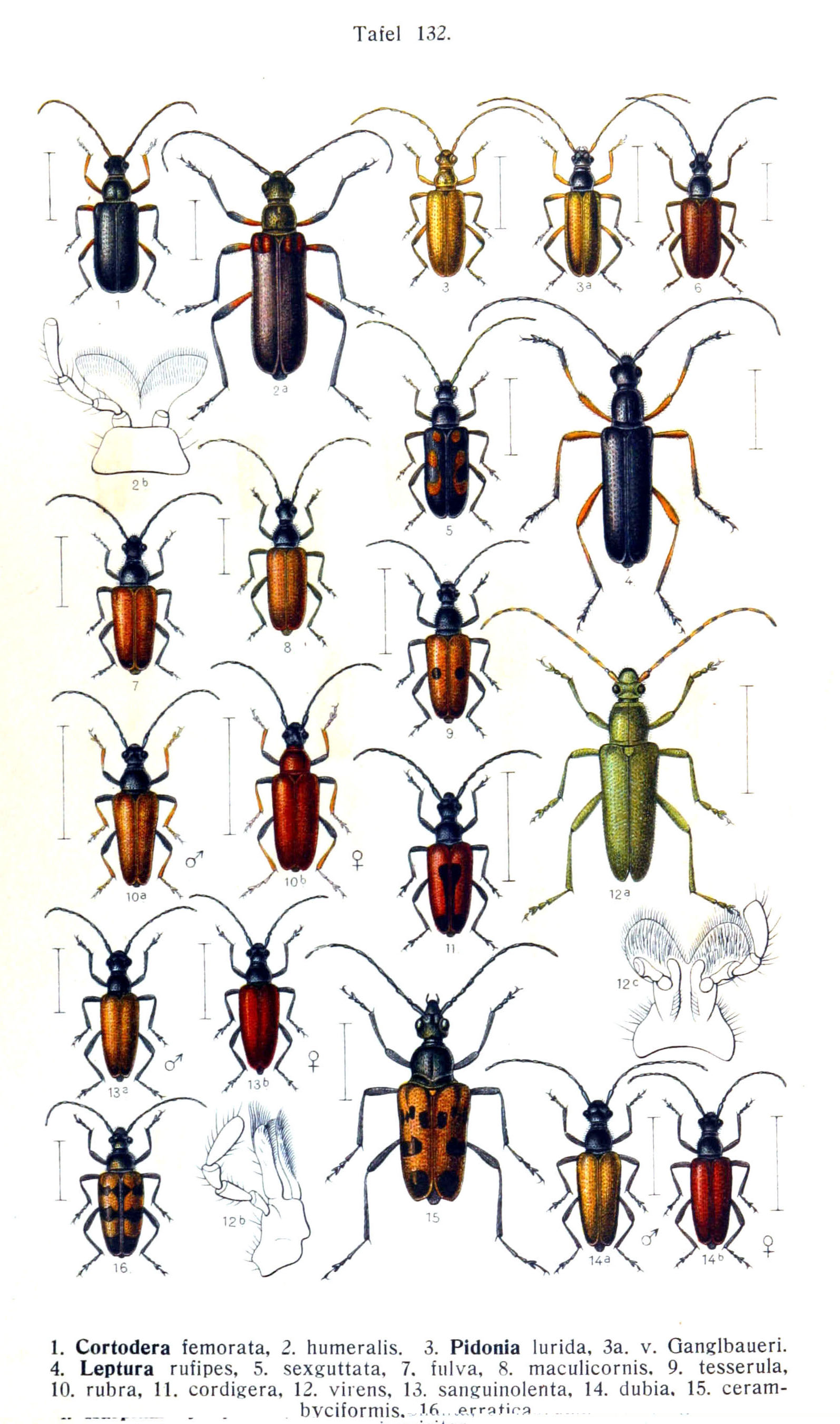

## Dottertaxa tillStictoleptura, i alfabetisk ordning[1][2]
- Stictoleptura apicalis
- Stictoleptura bartoniana
- Stictoleptura cardinalis
- Stictoleptura cordigera
- Stictoleptura deyrollei
- Stictoleptura dichroa
- Stictoleptura erythroptera
- Stictoleptura excisipes
- Stictoleptura fontenayi
- Stictoleptura fulva
- Stictoleptura gevneensis
- Stictoleptura gladiatrix
- Stictoleptura heydeni
- Stictoleptura igai
- Stictoleptura maculicornis
- Stictoleptura martini
- Stictoleptura nadezhdae
- Stictoleptura oblongomaculata
- Stictoleptura pallens
- Stictoleptura pallidipennis
- Stictoleptura palmi
- Stictoleptura picticornis
- Stictoleptura pyrrha
- Stictoleptura rubra
- Stictoleptura rubripennis
- Stictoleptura rufa
- Stictoleptura sambucicola
- Stictoleptura scutellata
- Stictoleptura tangeriana
- Stictoleptura tesserula
- Stictoleptura tonsa
- Stictoleptura tripartita
- Stictoleptura trisignata
- Stictoleptura ustulata
- Stictoleptura variicornis